# Ulica Zygmunta Augusta w Krakowie
Ulica Zygmunta Augusta – ulica w Krakowie, w dzielnicy II Grzegórzki, na Wesołej. Łączy ulicę Lubicz z ulicą Topolową. 
Wytyczona w 1889 roku, częściowo na gruntach Parku Strzeleckiego. Nazwa ulicy obowiązuje od 1903 roku i pochodzi od pomnika Zygmunta Augusta, który znajduje się w parku przylegającym do ulicy. W pierzei wschodniej, od strony ulicy Topolowej znajduje się pałac Mańkowskich, w którym dawniej mieściło się Muzeum Lenina. Przez ulicę przebiega trasa Małopolskiej Drogi św. Jakuba z Sandomierza do Tyńca.

## Zabudowa
- ul. Zygmunta Augusta 1 (ul. Lubicz 20) – kamienica, 1905–1909.
- ul. Zygmunta Augusta 3 – kamienica, proj. Władysław Warczewski, 1905–1906.
- ul. Zygmunta Augusta 5 – kamienica, 1911.
- ul. Zygmunta Augusta 7 – kamienica, proj. Kazimierz Hroboni, 1910–1911.
- ul. Zygmunta Augusta 9 – kamienica, proj. Ludwik Gutman, 1911.

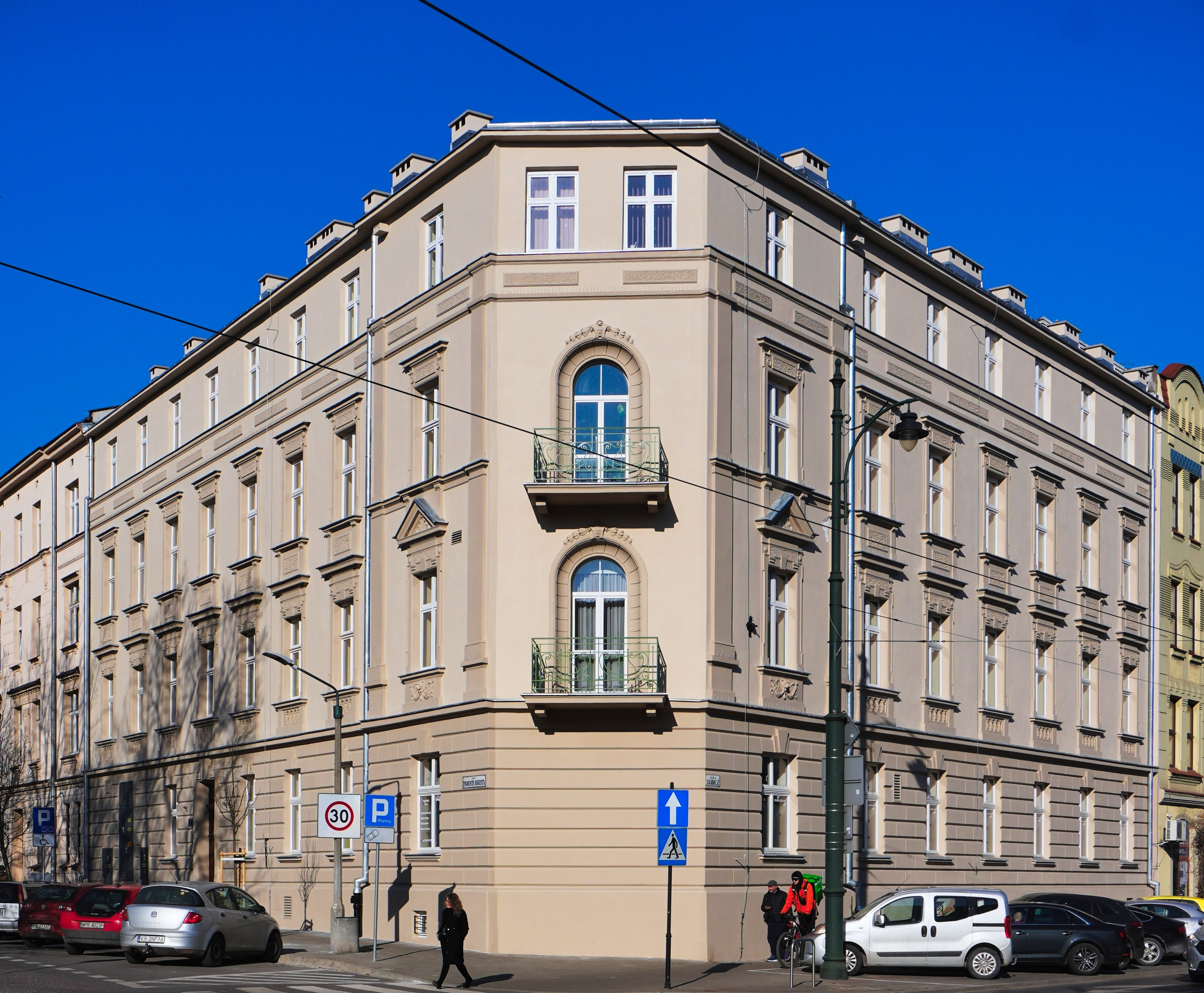
ul. Zygmunta Augusta 1 Kamienica (proj. Leopold Tlachna, 1905–1909)
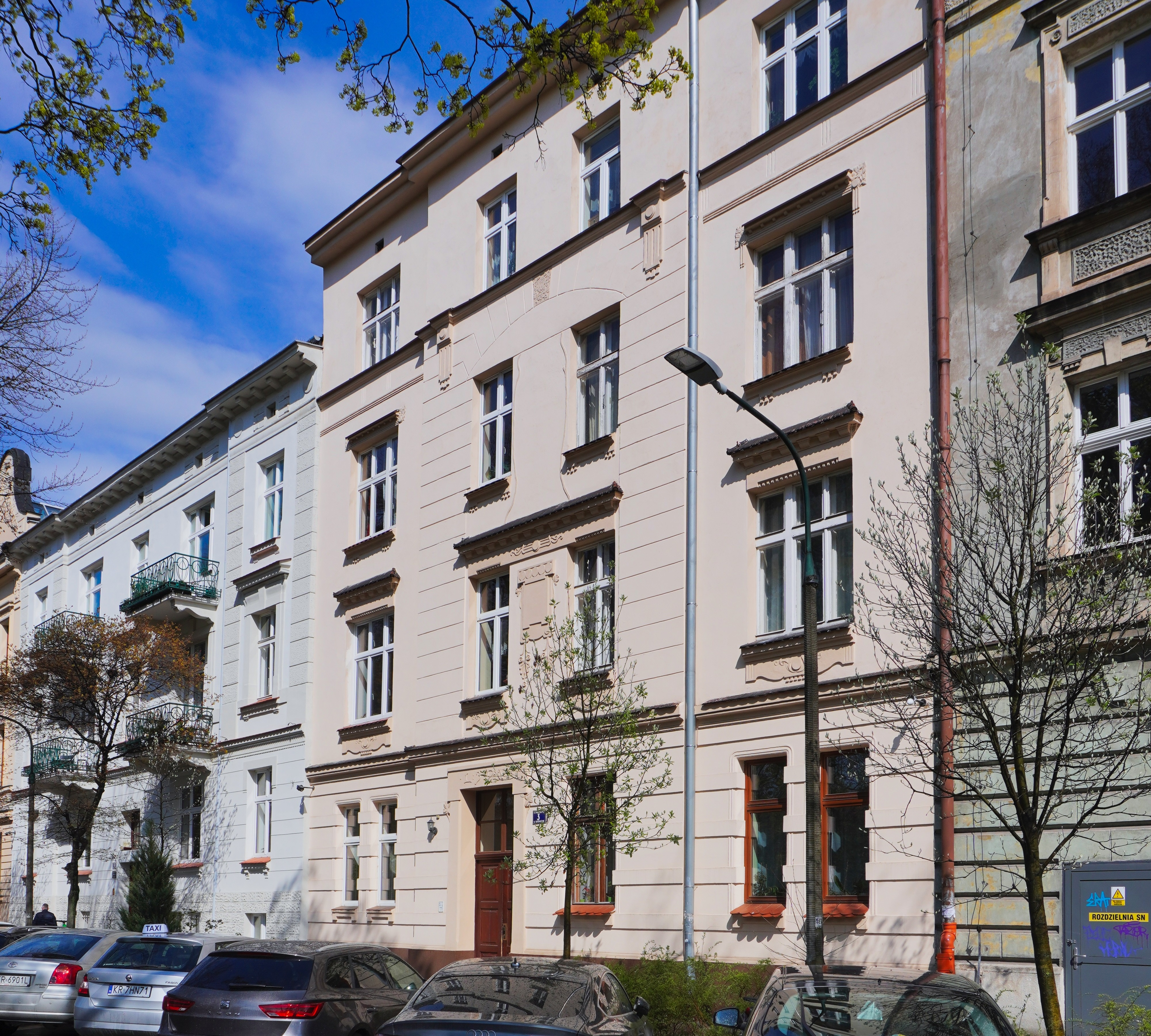
ul. Zygmunta Augusta 3 Kamienica (proj. Władysław Warczewski, 1905–1906)
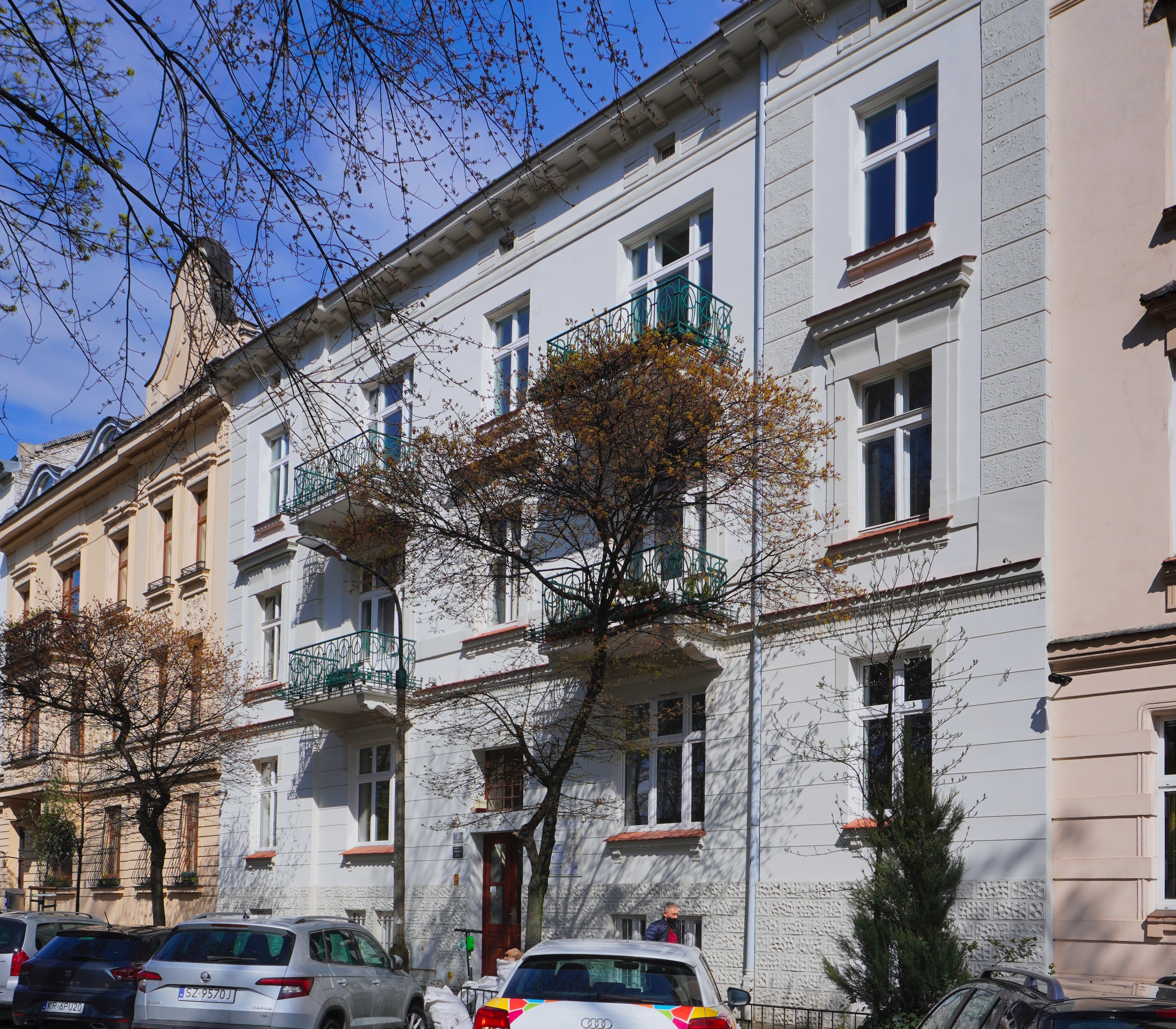
ul. Zygmunta Augusta 5 Kamienica (1911)
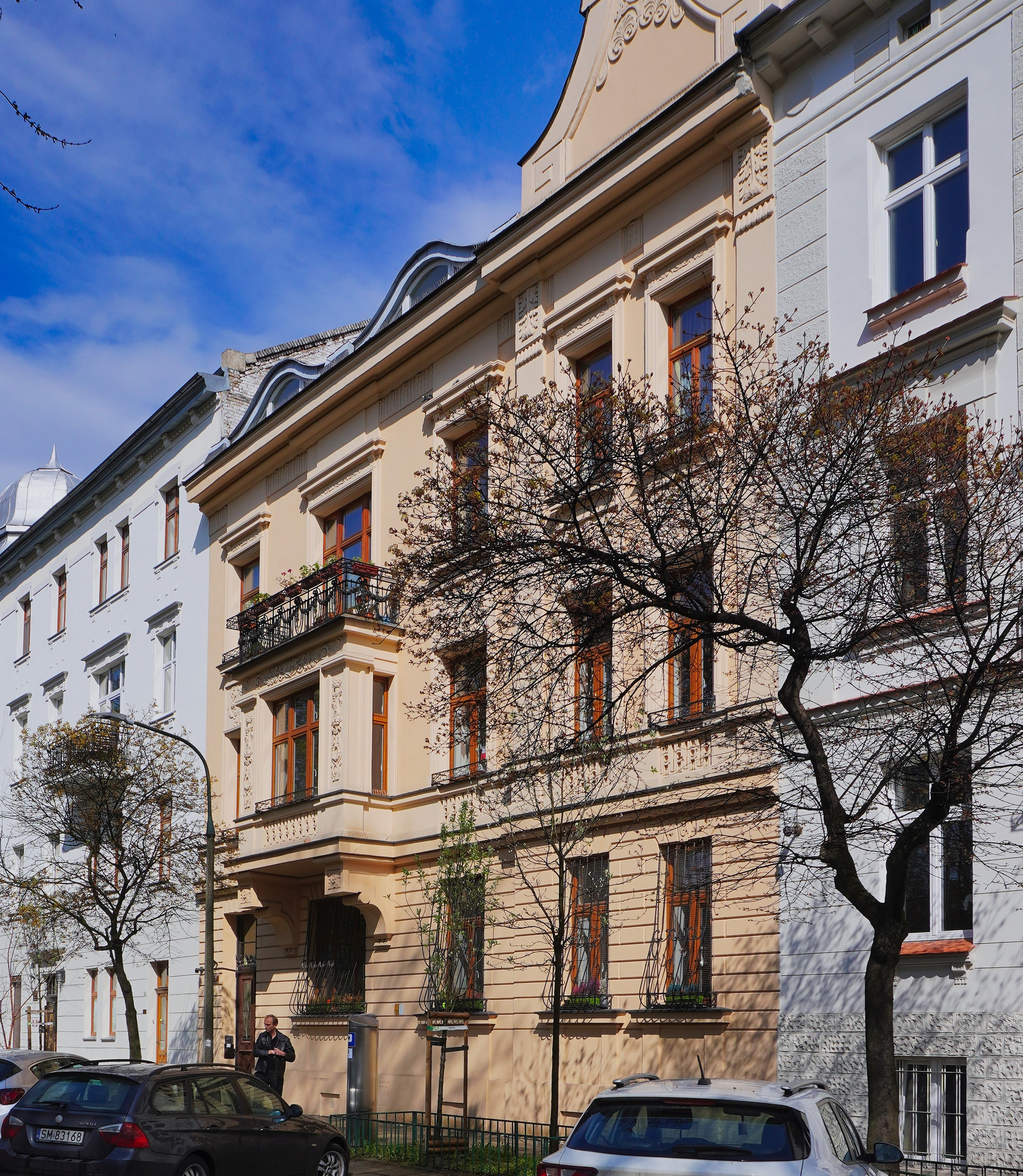
ul. Zygmunta Augusta 7 Kamienica (proj. Kazimierz Hroboni, 1910–1911)